# 길항작용
길항작용(拮抗作用, 영어: antagonism)은 생물체 내의 현상에서 두 개의 요인이 동시에 작용할 때 서로 그 효과를 상쇄하는 것이다. 이렇게 함으로써 몸의 항상성을 유지한다. 생물체 내의 상쇄작용이다.
길항작용의 예로서는 자율 신경계를 이루는 교감 신경과 부교감 신경의 서로 반대되는 작용을 들 수 있다. 교감 신경은 절전 뉴런에서 아세틸콜린, 절후뉴런에서 노르에피네프린이 분비 되며, 부교감 신경은 절전뉴런, 절후뉴런 모두 아세틸콜린을 분비하여 신체를 조절한다. 약물의 길항작용의 예로서는 흥분제와 진정제를 들 수 있다.
동일한 생활환경에서 2종의 미생물이 공존할 경우 한 미생물이 다른 미생물의 생존과 증식을 위협하는 현상이며, 미생물이 생산하는 항생물질이 원인인 경우가 대부분이다.

## 길항제
길항작용을 하는 물질인 길항물(질) 또는 길항제로는 수용체 길항제 등이 있다. 한편 수용체 길항제에 상대적인 작용을 하는 효능제로는 수용체 효능제가 있다.
한편 생물심리학에서 길항제는 해당 신경전달물질과 관련해서 이를 분비억제 또는 재흡수 또는 분해과정 등을 통해 이의 작용을 대항하는 물질을 가리킨다.

## 가역 상경적 길항
가역상경적길항(可逆相競的拮抗)은 약리학 등에서 길항제가 나타내는 억제 정도가 길항제의 농도에 의존적이며, 길항 작용이 가역적인 상태를 가리킨다.

## 같이 보기
- 효소 저해제
- 되먹임